# Strzykacz (zawód)
Strzykacz – osoba zajmująca się zakażaniem wszy w celu uzyskania preparatu do produkcji szczepionki.

## Działalność Instytutu Rudolfa Weigla
Prekursorem stosowania wszy jako zwierzęcia laboratoryjnego do hodowli zarazka tyfusu był Rudolf Weigl. W utworzonym przez niego Instytucie Badań nad Tyfusem Plamistym i Wirusami we Lwowie zawód ten uprawiali pozbawieni innych środków do życia lwowscy inteligenci. Przez instytut przewinęło się ponad 2000 ludzi (pracowników i karmicieli). 
W czasie okupacji hitlerowskiej legitymacje instytutu stwarzały możliwość swobodnego poruszania się po mieście, stąd często wśród karmicieli byli ludzie nauki i kultury oraz członkowie ruchu oporu, szczególnie narażeni na represje okupantów. Bardzo często o przyjęciu do pracy decydował, poza względami zdrowotnymi, stopień zagrożenia ze strony okupanta. 
Strzykaczami byli m.in.:
- Aleksander Frączkiewicz – pianista, muzykolog
- Artur Hutnikiewicz – historyk literatury
- Wacław Ogielski – chirurg ortopeda, brat Lesława
- Stefan Ślopek – lekarz i mikrobiolog
- Andrzej Szczepkowski – aktor, prezes ZASP
- Bartosz Suski

## Praca strzykaczy
Po wykarmieniu wszy na ciele ludzkim  kolejnym krokiem w przygotowaniu szczepionki było zakażenie wszy bakteriami Rickettsia prowazekii poprzez iniekcję jelit. Klatki, z których każda zawierała od 300 do 400 12-dniowych zdrowych wszy, były przenoszone do kompletnie odseparowanych oddziałów strzykaczy i preparatorów, gdzie specjalnie przeszkoleni strzykacze zakażali wszy ręcznie, korzystając ze specjalnego imadełka. To imadełko było umieszczane pod binokularnym mikroskopem o powiększeniu 32 i każda wesz była doodbytniczo zakażana dawką Rickettsia prowazeki. 
Każdy cykl zastrzyku, składający się z umieszczenia szklanej kapilary w jelicie zwierzęcia, krótkiego naciśnięcia pedału w celu iniekcji i wycofania kapilary, trwał około jednej sekundy. Zespół dwóch wysoko kwalifikowanych strzykaczy, z których jeden unieruchamiał, a drugi wstrzykiwał bakterię, był w stanie wykonać do 2000 iniekcji w ciągu godziny. Każdy pakiet około 500 zakażonych w ten sposób wszy był następnie umieszczany w klatce i karmiony przez 5 kolejnych dni przez ssanie krwi intensywnie szczepionych strzykaczy.
Kiedy populacja Rickettsia prowazekii osiągała 107 na komórkę, komórki jelit zaczynały pękać i następowało przedostawanie się niestrawionej, czerwonej ludzkiej krwi do wnętrza wszy, w wyniku czego w końcowym stadium infekcji wszy przybierały kolor jasnoczerwony. Ostatni etap produkcji szczepionki wykonywany był przez preparatorów.

## Odniesienia w kulturze
Postać kobiety wykonującej zawód strzykacza pojawia się w 10. odcinku serialu Halo Hans! zatytułowanym Operacja wesz.
Michał, główny bohater filmu Trzecia część nocy w reżyserii Andrzeja Żuławskiego, podejmuje się pracy strzykacza.